# むつ市立田名部中学校
むつ市立田名部中学校（むつしりつ たなぶちゅうがっこう）は、青森県むつ市緑町にある公立中学校。第二田名部小学校、苫生小学校、第三田名部小学校と施設分離型（4・3・2制）小中一貫教育を行っている。

## 概要
- 所在地:青森県むつ市緑町22-8

## 沿革
- 1947年（昭和22年）
  - 4月1日 - 田名部町の旧海兵団を校舎に充て、田名部町立田名部中学校発足。
  - 4月21日 - 開校式挙行。
- 1950年（昭和25年）3月 - 校旗樹立。
- 1951年（昭和26年）12月 - 新校舎竣工。
- 1955年（昭和30年）11月15日 - 田名部町立田名部開拓小学校に、季節分校併設。
- 1956年（昭和31年）4月1日 - 田名部開拓小学校併設の季節分校が、通年制分校となる。
- 1958年（昭和34年）9月1日 - 田名部町と大湊町が合併した、大湊田名部市発足により、大湊田名部市立田名部中学校と改称。
- 1959年（昭和35年）8月1日 - 市名変更により、むつ市立田名部中学校と改称。
- 1961年（昭和37年）4月 - むつ中学校を分離発足。
- 1984年（昭和59年） - 新校舎完成[2]。
- 1986年（昭和61年） - 新体育館完成[2]。

## 学区
- 小川町一・二丁目、岩菜、長坂、金谷一・二丁目、松山町、緑ケ丘、十二林、美里町、中央一丁目、海老川町、緑町、下北町、新町、苫生町一・二丁目、昭和町、仲町、若松町、港町、金曲一・二・三丁目、南町、赤川町、松原町、南赤川町、大曲一・二・三丁目[3]

## 出身著名人
- 宮下宗一郎（青森県知事、元むつ市長）
- 風間慎一（声優、俳優）
- 松山ケンイチ（俳優）
- 駒谷麻妃（女子プロ野球選手）

## 参考資料
- 『青森県教育史 別巻』（青森県教育委員会・1973年12月20日発行）「学校沿革 中学校」893頁「田名部中学校」